# Drievoudig verhoogd driehoekig prisma
Een drievoudig verhoogd driehoekig prisma is in de meetkunde het johnsonlichaam J51. Deze ruimtelijke figuur kan worden geconstrueerd door drie vierkante piramides J1 met hun grondvlak op ieder van de drie vierkante zijvlakken van een driehoekig prisma te plaatsen.
Het verhoogd driehoekige prisma J49 en het dubbelverhoogd driehoekige prisma J50 worden geconstrueerd door een of twee vierkante piramides met hun grondvlakken op even zoveel vierkante zijvlakken van een driehoekig prisma te plaatsen.
De oppervlakte {\displaystyle A} en inhoud {\displaystyle V} van een drievoudig verhoogd driehoekig prisma met zijde 1 zijn gelijk aan: 
{\displaystyle A={\frac {7{\sqrt {3}}}{2}}} en
{\displaystyle V={\frac {1}{4}}\left(2{\sqrt {2}}+{\sqrt {3}}\right)}.
De 92 johnsonlichamen werden in 1966 door Norman Johnson benoemd en beschreven.
- (en)  MathWorld. Triaugmented Triangular Prism.